# Don Moen
Donald James Moen conocido popularmente como Don Moen (nacido el 29 de junio de 1950) es un cantante, pianista y compositor estadounidense de música cristiana.

## Vida personal
Moen creció en Minneapolis, Minnesota, donde asistió a la escuela secundaria en 1968. Moen asistió a la Universidad Oral Roberts, una escuela cristiana de artes liberales.
Moen se casó con Laura en 1973.

## Carrera
Se convirtió en músico de Living Sound para Terry Law Ministries y viajó con Terry Law durante diez años.  Después, trabajó para Integrity Media durante más de 20 años, como director creativo y presidente de Integrity Music, presidente de Integrity Label Group y productor ejecutivo de los álbumes de Integrity Music. Dejó Integrity Media en diciembre de 2007 para iniciar una nueva iniciativa, The Don Moen Company. The Don Moen Company adquirió MediaComplete, la empresa de software para iglesias que creó MediaShout. Moen se convirtió en locutor de radio de Don Moen & Friends en 2009. Moen recibió un premio Dove por su trabajo en el musical God with Us además de nueve nominaciones por sus canciones.
Moen también trabajó con Claire Cloninger, Paul Overstreet, Martin J. Nystrom, Randy Rothwell, Ron Kenoly, Bob Fitts, Debbye Graafsma, Paul Baloche, Tom Brooks, entre muchos otros. Trabajó con los músicos Justo Almario, Carl Albrecht, Abraham Laboriel, Álex Acuña, Paul Jackson, Jr., Lenny LeBlanc y Chris Graham. Fue un catalizador en el lanzamiento de las carreras de Paul Baloche, Darlene Zschech, Israel Houghton y Hillsong United .
Produjo 11 volúmenes para Hosanna! de la serie de álbumes de adoración. Su primer álbum bajo su propio nombre, Worship with Don Moen, fue lanzado en 1992. Su música tiene ventas globales totales de más de cinco millones de unidades.

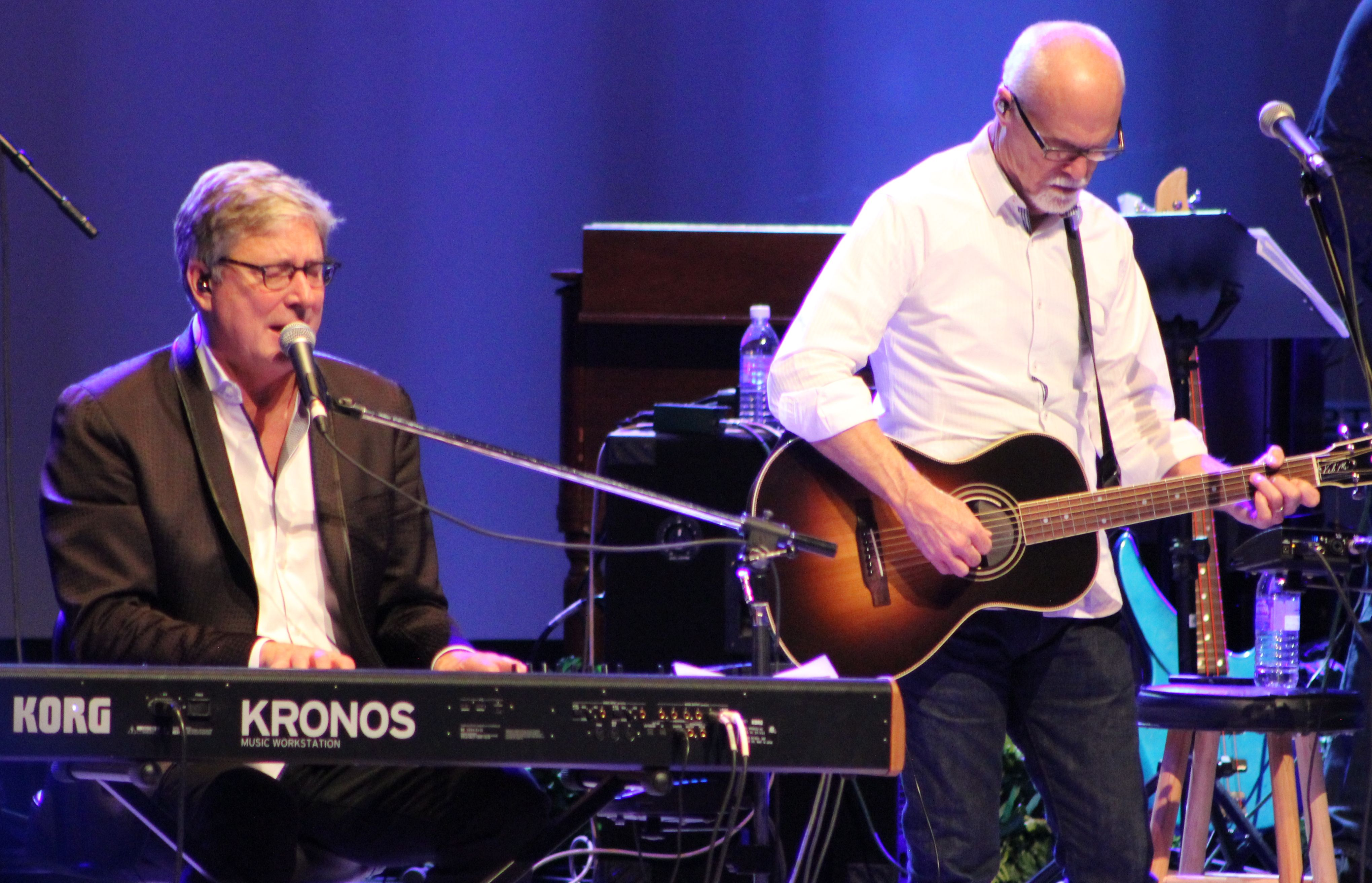
Moen actuando con Lenny LeBlanc

¡El primer álbum de Moen para Hosanna! La música, Give Thanks, se convirtió en el superventas del sello. Producida por Tom Brooks, Give Thanks obtuvo la certificación Oro de la RIAA. Moen siguió esto con varios álbumes propios, incluidos dos, En Tu Presencia y Trono De Gracia, en español. Dios con Nosotros ganó el Premio Dove al Mejor Musical. En una gira asiática en 1999, grabó The Mercy Seat en el estadio cubierto de Singapur y Heal Our Land en el parque Yoido en Corea del Sur, que fue lanzado en 2000. Uno de los álbumes de Moen, I Will Sing, fue grabado en Christian Broadcasting Network .
God Will Make a Way: The Best of Don Moen se lanzó en 2003 y presenta 19 grandes éxitos. La canción principal fue escrita para su cuñada y su esposo, cuyo hijo mayor murió en un accidente automovilístico mientras que sus otros tres hijos sobrevivieron pero resultaron gravemente heridos. Moen's Hiding Place se convirtió en su primer álbum de estudio, grabado en Paragon Studios en Franklin, Tennessee, y lanzado en otoño de 2006. Creo que hay más lanzado a finales de 2008. Su tercera grabación de estudio titulada Uncharted Territory (financiada con éxito a través de Kickstarter) se lanzó el 27 de marzo de 2012. Su álbum navideño, Christmas: A Season of Hope, fue lanzado el 22 de octubre de 2012 y algunas canciones fueron grabadas en un estudio en la República Checa. Moen lanzó Hymnbook como una celebración por haber alcanzado más de 1 millón de me gusta en su página de Facebook.

## Discografía
- 1986 Give Thanks
- 1988 Steadfast Love
- 1989 Bless the Lord
- 1990 Christmas
- 1990 Eternal God
- 1992 Worship with Don Moen
- 1993 God with Us
- 1994 Trust in the Lord – Live Worship with Don Moen
- 1994 Mighty Cross
- 1995 Rivers of Joy
- 1996 Emmanuel Has Come
- 1996 Praise with Don Moen
- 1997 Let Your Glory Fall
- 1998 God for Us
- 1998 God Is Good – Worship with Don Moen
- 1999 En Tu Presencia
- 1999 More of You, Lord – Praise with Don Moen Volume 2
- 1999 Give Thanks
- 2000 The Mercy Seat
- 2000 Heal Our Land (Don Moen & Paul Wilbur)
- 2000 I Will Sing
- 2001 God in Us
- 2003 God Will Make a Way: The Best of Don Moen
- 2003 Trono de Gracia
- 2004 Thank You Lord
- 2005 23 Nonstop Best Songs
- 2006 Arise: The Worship Legacy of Don Moen
- 2006 Hiding Place
- 2008 I Believe There Is More
- 2011 With a Thankful Heart: The Best of Don Moen
- 2011 Uncharted Territory
- 2012 Hymnbook
- 2012 Christmas: A Season of Hope
- 2013 Ultimate Collection
- 2013 Hymns of Hope
- 2015 By Special Request: Volume One
- 2016 God Will Make a Way: A Worship Musical
- 2016 Grace (Don Moen & Frank Edwards)
- 2017 By Special Request: Volume Two
- 2017 Jehovah Wezi Manga (Don Moen & the Mahotella Queens)
- 2020 Don Moen Collection
- 2020 A Hungry Heart
- 2021 Return to Me
- 2022 Great is Your Mercy
- 2022 Goodness of God (feat. Rachel Robinson)
- 2022 Upper Room Sessions
- 2023 Worship Today with Don Moen
- 2023 By Special Request: Vol. 3

### Otras grabaciones
- Hatiku (1995)
- Behold the Lamb (1997)
- Healing (1998)
- The Smithton Outpouring (1999)
- Hope Changes Everything (2000)
- Mas de Ti (2000)
- Sing for Joy: A Songwriter's Heart (2002)
- Amor Sin Limites (2004)
- American Worship Gathering (2005)
- Arise: A Celebration of Worship (2006)
- Hope Changes Everything (2007)
- Cool Worship (2010)
- A Little Boy's Prayer (2010)
- Marvin L. Winans Presents: The Praise & Worship Experience (2012)
- Bishop Jerry L. Maynard Presents: The Cathedral of Praise Choir (2012)
- Day and Night Worship (2015)
- We Will Stand (2015)

## Premios y nominaciones
| Año  | Gala de premios          | Categoría                                                  | Resultado |
| ---- | ------------------------ | ---------------------------------------------------------- | --------- |
| 1992 | Dove Awards              | Canción del año "God Will Make A Way"                      | Ganador   |
| 1992 | Dove Awards              | Creador – Álbum musical infantil del año I'm a Helper      | Nominado  |
| 1993 | Dove Awards              | Artista – Álbum inspirador del año: Worship with Don Moen  | Ganador   |
| 1994 | Dove Awards              | Creador - Álbum musical del año God with Us                | Ganador   |
| 1995 | Dove Awards              | Creador - Álbum musical del año Mighty Cross               | Ganador   |
| 1998 | Dove Awards              | Creador - Musical del año Emmanuel Has Come                | Nominado  |
| 1999 | Dove Awards              | Creador – Musical del Año God for Us                       | Ganador   |
| 2001 | Dove Awards              | Álbum del año en español En Tu Presencia                   | Nominado  |
| 2003 | Dove Awards              | Canción country grabada del año "God Is Good All the Time" | Nominado  |
| 2003 | Dove Awards              | Creador – Musical del Año God in Us                        | Nominado  |
| 2004 | Dove Awards              | Álbum del año en español Trono de Gracia                   | Nominado  |
| 2015 | Gospel Music Association | Global Lifetime Achievement Award                          | Ganador   |

### Certificación de oro
- Give Thanks [13]